# Enzo Cannavale
Vincenzo Cannavale (Castellammare di Stabia, 1928. április 5. – Nápoly, 2011. március 18.) olasz színész.

## Életpályája
Pályáját még a negyvenes évek végén kezdte. 1949 és 2010 között összesen 109 filmben szerepelt. A művész főleg Olaszország-szerte, azon belül is Nápolyban - ahol egész életét leélte - volt igen népszerű. Ugyanakkor a magyar közönség is jól ismerheti, elsősorban a nálunk is igen közkedvelt Bud Spencer-filmeknek köszönhetően. Játszott a Zsoldoskatonában, illetve a Piedone, a zsaru, a Piedone Hongkongban, a Piedone Afrikában és a Piedone Egyiptomban című filmekben – a Piedone-filmekben a csetlő-botló nyomozót, Caputót alakította. 
A színész a közönségbarát filmeken kívül a kritikusoknak kedves alkotásokban is szerepelt: élete talán legjobb alakítását nyújtotta Giuseppe Tornatore Oscar-díjas Cinema Paradiso című munkájában. Cannavale további fontos filmjei: Csoda olasz módra, Nézd a bohócot, Kedves feleségem, Szombat, vasárnap és hétfő, Mosolyotthon.
2011. március 18-án hunyt el Nápolyban, szívroham következtében.

## Leghíresebb filmjei

### Bud Spencer filmekben
- Piedone, a zsaru
- Piedone Hongkongban
- Zsoldoskatona
- Piedone Afrikában
- Piedone Egyiptomban
- Nincs kettő séf nélkül (1. évad) – idős férfi